# Mario Hezonja
Mario Hezonja (Dubrovnik, 25. veljače 1995.) hrvatski je profesionalni košarkaš. Bio je jedan od najvećih europskih talenata na poziciji beka šutera. Trenutno igra za Real Madrid Baloncesto.

## Karijera
Karijeru je započeo u KK Dubrovnik, gdje je s 13 i pol godina dobio priliku zaigrati sa seniorskim sastavom protiv Cibone. Po završetku osnovne škole odlazi u KK Zagreb.
Na europskom prvenstvu do 16 održanom u Češkoj okitio se zlatnom medaljom, te je proglašen najboljim igračem prvenstva (u prosjeku 20 koševa, 8,2 skoka i 2,7 asistencija).
U travnju 2011. sudjelovao je na Jordan Brand Classicu. Košarkaški stručnjaci su posebno hvalili njegovu brzinu i skočnost.
S juniorima KK Zagreba osvaja Nike International Junior Tournament 2011. Izabran je u najbolju petorku turnira, kao i njegov suigrač Dario Šarić.
Na proglašenju najboljih sportaša za 2011. po izboru Sportskih novosti dobio je nagradu za fair play jer je na utakmici protiv SAD-a na svjetskom prvenstvu za igrače do 19 godina starosti vratio loptu suparniku iako su suci dodijelili loptu hrvatskoj reprezentaciji.
Sezonu 2011./12. propustio je zbog loma noge i mononukleoze.
Na Svjetskom prvenstvu do 17 održanom u Litvi predvodio je reprezentaciju do brončane medalje te je izabran u najbolju petorku prvenstva.
Iako se neutemeljeno šuškalo o mogućem prelasku u KK Partizan, Hezonja je to demantirao, te u srpnju 2012. nakon povratka iz Litve, javnosti obznanio kako je spreman potpisati ugovor s Barcelonom na 3 godine, uz moguće produljenje na još četiri godine. Ovim transferom KK Zagreb trebao bi dobiti 150.000 eura.
Dana 26. lipnja 2015. u New Yorku, Hezonja je na NBA Draftu bio izabran kao peti u prvoj rundi od strane Orlando Magica.
Najbolju utakmicu u prvoj sezoni odigrao je 3. veljače 2016. protiv Chicago Bullsa. U utakmici koja se odigrala u Orlandu postigao je 21 koš uz 5 skokova i 2 asistencije.
| NBA       | Ekipa         | Prosjek koševa | Šut za 2 | Šut za 3 | Slobodna bacanja | Skokovi | Asistencije | Ukradene lopte | Blokade | Izg.lopte | Os.pogreške |
| --------- | ------------- | -------------- | -------- | -------- | ---------------- | ------- | ----------- | -------------- | ------- | --------- | ----------- |
| 2015-2016 | Orlando Magic | 6,1            | 43,3%    | 34,9%    | 90,7%            | 2,2     | 1,4         | 0,5            | 0,2     | 1,2       | 1,6         |

## Obitelj
Njegov otac, Ronald Hezonja, bivši je vratar dubrovačkog VK Jug u mlađim kategorijama, odnosno kadetima. 
Njegov ujak, Mario Matana, bio je hrvatski ratni dragovoljac, njemu u čast na Porporeli se svake godine održava amaterski vaterpolo turnir Memorijalni turnir Mario Matana.

## Priznanja
14. prosinca 2012. europski ogranak FIBA-e je među kandidiranim mladim igračima za najboljeg mladog europskog košarkaša 2012. kandidirao hrvatske košarkaše Marija Hezonju i Darija Šarića, uz još osmoricu igrača.

## Video materijali
- Češka, europsko prvenstvo do 16, gol.dnevnik.hr
- Vratili se mladi košarkaši  Arhivirana inačica izvorne stranice od 26. lipnja 2015. (Wayback Machine), sport.hrt.hr
- Nike Junior Tournament 2011., gol.dnevnik.hr